# Teucholabis nigrocostata
Teucholabis nigrocostata är en tvåvingeart som beskrevs av Alexander 1939. Teucholabis nigrocostata ingår i släktet Teucholabis och familjen småharkrankar. Inga underarter finns listade i Catalogue of Life.